# Völundr
A la mitologia germànica i a la mitologia nòrdica, Wayland el ferrer, (de "batalla valenta") és un mestre ferrer llegendari. En fonts nòrdiques antigues, Völundr apareix a Völundarkviða, un poema de la Edda poètica i a Þiðrekssaga, i la seva llegenda és també representada a la Imatge de pedra d'Ardre VIII. En les fonts de l'anglès antic, apareix a Deor, Waldere i Beowulf i la llegenda és descrita al Cofre dels Francs. S'esmenta en els poemes alemanys sobre Dietrich von Bern com el pare de Witige.

## Referències nòrdiques antigues

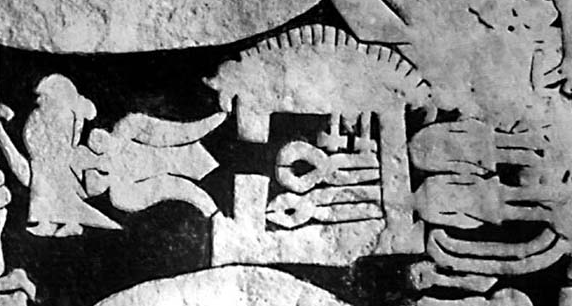
La forja de Völund al centre, la filla de Nidhad a l'esquerra, i els fills morts de Nidud ocults a la dreta de la forja. Entre la noia i la forja, Völund es pot veure sobre una àguila volant. De la Imatge de pedra d'Ardre.

## Referències antigues angleses

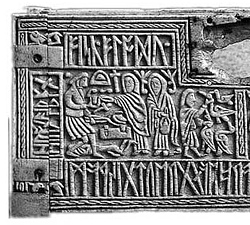
El paralitzat Weyland Ferrer al front del Cofre dels Francs.

## Espases descrites com forjades per Wayland

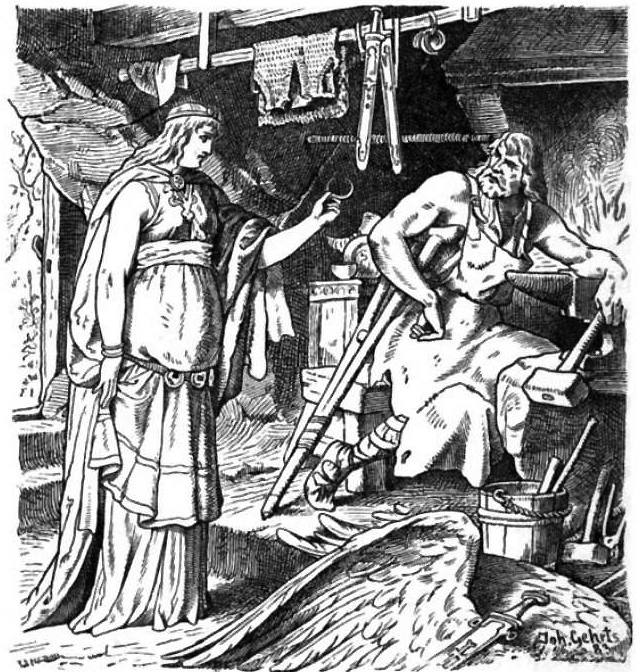
Böðvildr a la forja de Weyland el Ferrer, de John Gehring (1883)